# Ludwika Albertoni
Ludwika Albertoni (ur. w 1473 w Rzymie, zm. 31 stycznia 1533) – włoska błogosławiona Kościoła katolickiego.

## Życiorys
Kiedy miała 2 lata (w 1475 r.), zmarł jej ojciec. Od tego czasu opiekowały się nią ciotki. W 1493 roku wyszła za mąż za Jakuba delle Cetera; z tego związku urodziła trzy córki. Kiedy w 1506 roku zmarł jej mąż, wstąpiła do trzeciego zakonu św. Franciszka z Asyżu. Szczególnie pomagała biednym i chorym. Sprzedała swoje dobra materialne, a pieniądze rozdała ubogim. W Rzymie nazywano ją Dobrą Matką. Zmarła 31 stycznia 1533 roku w opinii świętości, opłakiwana przez mieszkańców Rzymu.
Została beatyfikowana przez papieża Klemensa X w 1671 roku. Jest oficjalną patronką wspólnot franciszkanów świeckich w Rzymie.